# Rafał Strączek
Rafał Strączek, né le 12 février 1999 à Jarosław en Pologne, est un footballeur polonais qui évolue au poste de gardien de but au GKS Katowice.

## Biographie

### En club

#### Début de carrière en Pologne (jusqu'en 2022)
Né à Jarosław en Pologne, Rafał Strączek est notamment formé par le club de sa ville natale, le JKS 1909 Jarosław (en). Il rejoint en 2017 le Stal Mielec,.
Il fait ses débuts dans l'élite du football polonais le 23 août 2020, lors de la première journée de la saison 2020-2021, contre le Wisła Płock. Il est titularisé et les deux équipes se neutralisent ce jour-là par un but partout.
Le 10 décembre 2021, Strączek se fait remarquer lors d'une rencontre de championnat face au Bruk-Bet Termalica Nieciecza en stoppant deux penaltys, contribuant ainsi à la victoire de son équipe par un but à zéro,. Il débute 26 rencontres de championnat sur 34 lors de la saison 2021-2022 avec le Stal Mielec, 14e de première division polonaise.

#### Passage mouvementé à Bordeaux (2022-2024)
Son transfert aux Girondins de Bordeaux est annoncé le 2 février 2022. Libre de tout contrat au terme de la saison, il rejoint la Gironde à partir du 1er juillet 2022, pour une durée de quatre ans. Doublure de Gaëtan Poussin lors de la saison 2022-2023 et ne disputant que deux rencontres de Ligue 2, il est propulsé numéro 1 pour la saison 2023-2024. 
Le 30 septembre, sur une passe en retrait de Yoann Barbet, il manque son contrôle et se fait subtiliser la balle par Virgiliu Postolachi qui ouvre le score (9e journée, défaite 2-0). Il est auteur d'une grosse erreur de relance face au SCO Angers (11e journée, défaite 2-0), effectuant une passe plein axe sur Joseph Lopy qui ne se prive pas d'ouvrir le score. Lors de la 12e journée de championnat et la réception du Rodez AF (2-2), Albert Riera, pour son deuxième match à la tête de l'équipe, prend la décision de le placer sur le banc au profit de Karl-Johan Johnsson. Il retrouve sa place de titulaire dès le 25 novembre face au Paris FC (15e journée, victoire 1-2), Johnsson se blessant à l'entraînement. Il est auteur d'une nouvelle erreur grossière sur la pelouse de l'US Quevilly Rouen Métropole (17e journée, défaite 3-2). À la 15e minute de jeu, il voit son dégagement être contré par Sambou Soumano et finir au fond de ses filets. 
Sur la deuxième partie de saison, il prend place sur le banc, en doublure du portier suédois.

#### Retour en Pologne (depuis 2024)
Albert Riera ne comptant pas sur lui pour la saison 2024-2025, il est poussé à trouver un nouveau club. Au lendemain de l'annonce de la rétrogradation administrative de Bordeaux en National, il est transféré au GKS Katowice, promu en première division polonaise, le 24 juillet 2024,. Doublure de Dawid Kudła, il ne dispute que deux matchs lors de la saison 2024-2025, en Coupe de Pologne.

### En sélection
Rafał Strączek compte une seule sélection avec l'équipe de Pologne des moins de 18 ans, obtenue le 10 octobre 2016, contre la Finlande. Il est titularisé et son équipe s'impose par trois buts à deux ce jour-là.